# 1989 في الأردن
فيما يلي قوائم الأحداث التي وقعت خلال عام 1989 في الأردن.